# فيل أوفوسو-أييه
فيل أوفوسو-أييه (بالألمانية: Phil Ofosu-Ayeh) (15 سبتمبر 1991 بمويرس في ألمانيا - ) هو لاعب كرة قدم ألماني في مركز الدفاع. شارك مع منتخب غانا تحت 20 سنة لكرة القدم ومنتخب غانا لكرة القدم. أما مع النوادي، فقد لعب مع آينتراخت براونشفايغ ونادي آلن ونادي دويسبورغ وSV Wilhelmshaven ‏ وFC Rot-Weiß Erfurt ‏.

## وصلات خارجية
- فيل أوفوسو-أييه على موقع قاعدة بيانات كرة القدم.إي يو (الإنجليزية)
- فيل أوفوسو-أييه على موقع بيانات كرة القدم. دي إي (الألمانية)
- فيل أوفوسو-أييه على موقع ناشيونال فوتبول تيمز (الإنجليزية)
- فيل أوفوسو-أييه على موقع Soccerbase.com (لاعب) (الإنجليزية)
- فيل أوفوسو-أييه على موقع Soccerway.com (الإنجليزية)
- فيل أوفوسو-أييه على موقع عالم كرة القدم.نت (الإنجليزية)